# Basile Boli
Basile Boli, francoski nogometaš, * 2. januar 1967.
Za francosko reprezentanco je odigral 45 uradnih tekem in dosegel en gol.